# I. e. 501
Évszázadok: i. e. 7. század – i. e. 6. század – i. e. 5. század
Évtizedek: i. e. 550-es évek – i. e. 540-es évek – i. e. 530-as évek – i. e. 520-as évek – i. e. 510-es évek – i. e. 500-as évek – i. e. 490-es évek – i. e. 480-as évek – i. e. 470-es évek – i. e. 460-as évek – i. e. 450-es évek
Évek: i. e. 506 – i. e. 505 – i. e. 504 – i. e. 503 –  i. e. 502 – i. e. 501 – i. e. 500 – i. e. 499 – i. e. 498 – i. e. 497 – i. e. 496

## Események
- Római consulok: Postumius Cominius Auruncus és Titus Larcius Flavus (vagy Rufus)
- Athénban tíz sztratégoszt választanak évente, akik a hadsereget vezetik a polemarkhosz helyett